# Neoheterandria cana
Neoheterandria cana är en fiskart som först beskrevs av Meek och Hildebrand, 1913.  Neoheterandria cana ingår i släktet Neoheterandria och familjen Poeciliidae. Inga underarter finns listade i Catalogue of Life.